# El rapto
El rapto es una película dramática argentina de 2023 coescrita y dirigida por Daniela Goggi. La cinta está inspirada en El salto de papá, libro de Martín Sivak. Narra la historia de un empresario que regresa a su país natal después de un largo exilio y deberá encargarse del negocio familiar luego del secuestro de su hermano. Está protagonizada por Rodrigo de la Serna, Julieta Zylberberg, Jorge Marrale, Germán Palacios y Andrea Garrote.
La cinta fue seleccionada para tener su estreno mundial en el Festival Internacional de Cine de Venecia de 2023 en la sección Orizzonti Extra y su estreno norteamericano en la sección Special Presentations en la 48° edición del Festival Internacional de Cine de Toronto.

## Sinopsis
Buenos Aires, década de 1980. Julio Levy regresa del exilio político para ocupar un puesto en la gran empresa familiar cuando su hermano mayor es secuestrado.
A cargo de organizar el rescate y con todo el peso de su familia sobre los hombros, Julio descubre las fuerzas que todavía operan detrás en la recién recuperada democracia argentina.

## Reparto
- Rodrigo de la Serna como Julio Levy
- Julieta Zylberberg como Silvia Levy
- Jorge Marrale como Elías Levy
- Germán Palacios como Miguel Levy
- Andrea Garrote como Alicia Levy
- Jorge Sesán como Alberto
- Carlos Garmendia como César Jaroslavski
- Luciano Borges como Charl
- Andrés Quiñones como Teste
- Tatiana Rodríguez como Mirta
- Lautaro Hilal como Sebastián
- Santiago Pinto como Esposo de Mirta

## Premios y nominaciones
| Premio/Festival de Cine                   | Fecha del evento                        | Categoría                                                            | Nominado                       | Resultado     | Ref.        |
| ----------------------------------------- | --------------------------------------- | -------------------------------------------------------------------- | ------------------------------ | ------------- | ----------- |
| Festival Internacional de Cine de Venecia | 30 de agosto al 9 de septiembre de 2023 | Orizzonti Extra                                                      | El rapto                       | Nominado      |             |
| Festival Internacional de Cine de Toronto | 7 al 17 de septiembre de 2023           | Presentaciones especiales                                            | El rapto                       | Participación | [ 2 ]       |
| Premios Sur                               | 26 de agosto de 2024                    | Mejor actriz                                                         | Julieta Zylberberg             | Nominada      | [ 3 ] [ 4 ] |
| Premios Sur                               | 26 de agosto de 2024                    | Mejor actor                                                          | Rodrigo de la Serna            | Nominado      | [ 3 ] [ 4 ] |
| Premios Sur                               | 26 de agosto de 2024                    | Mejor actriz de reparto                                              | Andrea Garrote                 | Nominada      | [ 3 ] [ 4 ] |
| Premios Sur                               | 26 de agosto de 2024                    | Mejor actor de reparto                                               | Germán Palacios                | Nominado      | [ 3 ] [ 4 ] |
| Premios Sur                               | 26 de agosto de 2024                    | Mejor guion adaptado                                                 | Daniela Goggi y Andrea Garrote | Ganadoras     | [ 3 ] [ 4 ] |
| Premios Sur                               | 26 de agosto de 2024                    | Mejor dirección de arte                                              | Sebastián Orgambide            | Ganador       | [ 3 ] [ 4 ] |
| Premios Sur                               | 26 de agosto de 2024                    | Mejor sonido                                                         | Leandro de Loredo              | Ganador       | [ 3 ] [ 4 ] |
| Premios Martín Fierro de Cine y Series    | 21 de octubre de 2024                   | Mejor película de cine                                               | El rapto                       | Nominado      | [ 5 ]       |
| Premios Martín Fierro de Cine y Series    | 21 de octubre de 2024                   | Mejor dirección                                                      | Daniela Goggi                  | Nominada      | [ 5 ]       |
| Premios Martín Fierro de Cine y Series    | 21 de octubre de 2024                   | Mejor actor de drama                                                 | Rodrigo de la Serna            | Ganador       | [ 5 ]       |
| Premios Martín Fierro de Cine y Series    | 21 de octubre de 2024                   | Mejor actriz de reparto de drama                                     | Andrea Garrote                 | Nominada      | [ 5 ]       |
| Premios Martín Fierro de Cine y Series    | 21 de octubre de 2024                   | Mejor actor de reparto de drama                                      | Jorge Marrale                  | Nominado      | [ 5 ]       |
| Premios Martín Fierro de Cine y Series    | 21 de octubre de 2024                   | Mejor guion                                                          | Daniela Goggi y Andrea Garrote | Nominadas     | [ 5 ]       |
| Premios Martín Fierro de Cine y Series    | 21 de octubre de 2024                   | Mejor dirección de arte                                              | Sebastián Orgambide            | Nominado      | [ 5 ]       |
| Premios Martín Fierro de Cine y Series    | 21 de octubre de 2024                   | Mejor edición                                                        | Eliane Katz                    | Ganadora      | [ 5 ]       |
| Premios Martín Fierro de Cine y Series    | 21 de octubre de 2024                   | Mejor diseño de vestuario                                            | Pheonía Veloz                  | Ganadora      | [ 5 ]       |
| Premios Martín Fierro de Cine y Series    | 21 de octubre de 2024                   | Mejor maquillaje                                                     | Paz Albo y Jorge Palacios      | Nominados     | [ 5 ]       |
| Premios Martín Fierro de Cine y Series    | 21 de octubre de 2024                   | Mejor sonido                                                         | Leandro de Loredo              | Nominado      | [ 5 ]       |
| Premios Produ                             | 30 y 31 de octubre del 2024             | Mejor película de acción, policial, thriller estrenada en plataforma | El rapto                       | Nominado      | [ 6 ]       |
| Rose d'Or Latinos                         | 21 de enero de 2025                     | Mejor película para TV o streaming                                   | El rapto                       | Nominado      | [ 7 ]       |
| Premios Cóndor de Plata                   | 20 de febrero de 2025                   | Mejor actor                                                          | Rodrigo de la Serna            | Nominado      | [ 8 ]       |
| Premios Cóndor de Plata                   | 20 de febrero de 2025                   | Mejor guion adaptado                                                 | Andrea Garrote y Daniela Goggi | Nominadas     | [ 8 ]       |
| Premios Cóndor de Plata                   | 20 de febrero de 2025                   | Mejor diseño de vestuario                                            | Pheonia Veloz                  | Nominada      | [ 8 ]       |
| Premios Cóndor de Plata                   | 20 de febrero de 2025                   | Mejor maquillaje y peluquería                                        | Jorge Palacios y Paz Albo      | Nominados     | [ 8 ]       |
| Premios Cóndor de Plata                   | 20 de febrero de 2025                   | Mejor sonido                                                         | Leandro de Loredo              | Nominado      | [ 8 ]       |